# Kizito Bahujimihigo
Kizito Bahujimihigo (ur. 5 grudnia 1954 w Rwamagana) – rwandyjski duchowny rzymskokatolicki, w latach 2007-2010 biskup Kibungo.

## Życiorys
Święcenia kapłańskie przyjął 25 lipca 1980. 21 listopada 1997 został prekonizowany biskupem Ruhengeri. Sakrę biskupią otrzymał 27 czerwca 1998. 28 sierpnia 2007 został mianowany biskupem Kibungo. 29 stycznia 2010 zrezygnował z urzędu.